# Ходорів
Хо́дорів (колишні назви — Ходоростав, Ходорів-став) — місто в Україні, адміністративний центр Ходорівської міської громади Стрийського району Львівської області.

## Географічне розташування
Місто Ходорів розташоване на північ за 64 км від обласного центру та 44 км на північний схід від районного центру, на березі річки Луг (притока Дністра).

## Назва
За найвірогіднішою версією, назва міста походить від чоловічого імені Ходор (народний варіант імені Федір, Хведір). До цих імен наближене й ім'я Теодор, яке бере початок від грецьких слів Теос (Бог) і дорон (дарунок). Отже, буквально Божий дар. Історик, дослідник літописів Антоній Петрушевич підтверджує думку про початкове походження назви міста від імені Теодор, який писав: «Руське ім'я Ходор, Хведір, Хведько, Федько зіпсоване руською вимовою імені Теодор»
Деякі історики стверджують, що за давньою легендою, поширеною в роді Ходорівських, Ходор разом з трьома братами-княжичами Данилом, Васьком і Ванком Корчаками прибули на Русь з Угорщини. Від нього нібито і пішов рід Ходорівських.
За іншою версією, старожилів, назва міста складається з трьох частин — Ход-о-рів. Перша частина трансформувалася від слова «хід» або «ходити». Тому назву можна трактувати ще й так: «ходити ровом», «ходити по рову».
У багатьох документах, що з'явилися після грамоти 1394 року, місто назване Ходорівстав. Це пов'язане з тим, що з початку воно розташовувалося на острові, утвореному ставом і одним з рукавів річки Луг. Саме наявність ставу та річки зумовили зручне розташування поселення. До речі, на одній з старовинних печаток зображено рибалку з «павуком» (сітка для лову риби). Ця печатка покладена в основу сучасного герба Ходорова.

## Історія

### У складі Королівства Польського та Речі Посполитої
Вперше згадується у 1394 році під назвою Ходорів-став, Ходоростав. Як і більшість старовинних поселень, Ходорів розташувався в місці, пристосованому до оборони: в межиріччі Дністра та його притоки Лугу. Як підказує стара назва Ходорова, поблизу міста й справді розташовані декілька великих ставів, зокрема, Ходорівський та Отиневицький.
На початку XVII століття власником міста був граф Федір (Теодор) Тишкевич на Логойську — підстолій Берестейського воєводства, зять князя Януша Кузьмича Заславського.

### У складі імперії Габсбургів

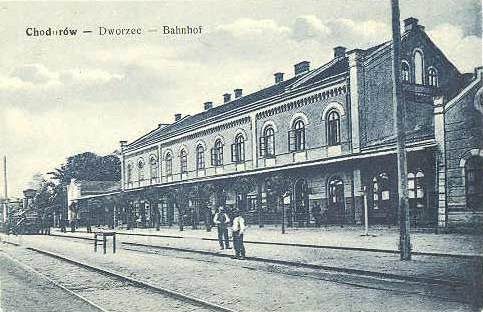
Вокзал станції Ходорів (1890-ті)

У середині 1850-х років був створений Ходорівський повіт, з центром в Ходорові. Повіт проіснував до адміністративної реформи 1867 року.
За часів Австро-Угорщини — містечко в Бібрському повіті, з 1890-х pоків — залізничний вузол. 29 листопада 1897 року розпочався рух поїздів дільницею залізниці Ходорів — Підвисоке.
3 березня 1918 року в місті відбулося «свято державності і миру» (віче) на підтримку дій уряду Української Народної Республіки, на якому були присутні близько 20 000 осіб.

## Палац Любомирських
У 1860 році, коли володарем Ходорова був Казимир Лянцкоронський, його донька Єлизавета вийшла заміж за барона Козіма де Во, фельдмаршала-лейтенанта австрійської армії. Отримавши знатну дружину і поважного тестя, барон Лянцкоронський одразу по весіллю розпочав будівництво палацу.
На жаль, палац барона простояв не тривалий час — під час Першої світової війни у 1915 році він був спалений російськими солдатами. Згарище стояло аж до 1932 року, коли за його відбудову взявся Евгеніуш Любомирський, який походив із князівського роду і був ад'ютантом легендарного генерала Владислава Андерса, культового персонажа польської міліарної історії.
Фасад будинку добре зберігся понині, вносячи елемент романтики до архітектурного пейзажу Ходорова. Всередині споруда перепланована (нині — розташована лікарня).

### Західноукраїнська Народна Республіка

Генеральний Штаб УГА, Ходорів (лютий 1919)

Будівля повітового суду, в якій розміщувалась Начальна команда Української галицької армії

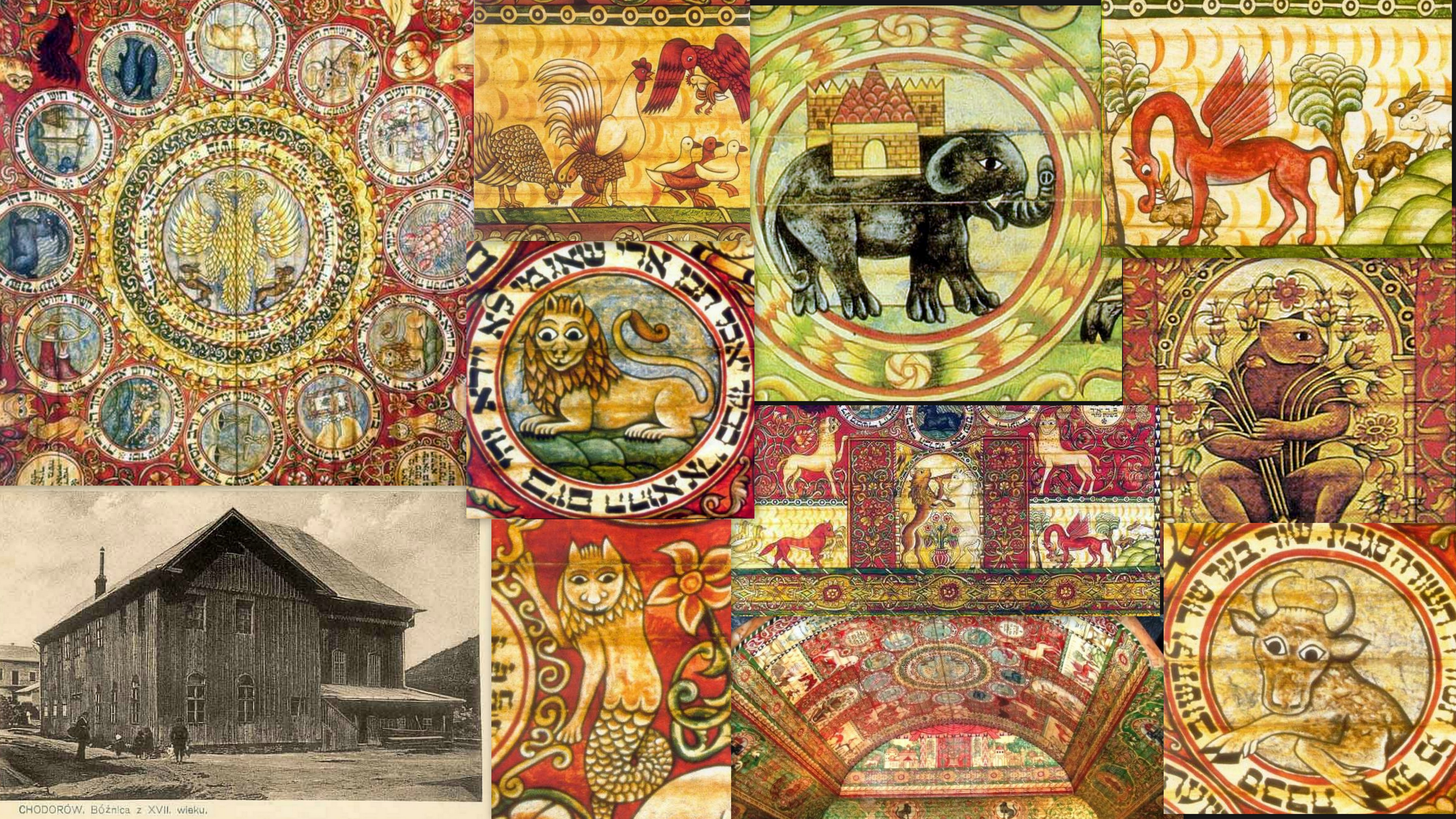
і її розписи

1918—1919 роки постій (місцерозташування) Начальної Команди УГА у війні з поляками.
В місті проходили перемовини між представниками Антанти (місія під командуванням французького генерала Бартелемі) та УНР — ЗУНР, в якій брав участь, зокрема, Головний отаман УНР Симон Петлюра, який був запрошений на переговори між представниками ЗУНР та місією Бартелемі (26 лютого відвідав Бережани, Стрий (ввечері побував на виставі у Народному домі), 27 лютого прибув до Ходорова. Його зустрічали: Президент ЗУНР Євген Петрушевич, почесна сотня, оркестр грав гімн «Ще не вмерла Україна». Під час зустрічі з Бартелемі поставив умову визнання УНР та ЗУНР, надання підтримки в боротьбі проти більшовиків.
27 березня 1919 року в Ходорові, під головуванням президента ЗУНР Євгена Петрушевича, відбулась широка нарада за участи урядових та військових діячів ЗУНР, УНР: було вирішено надіслати делегацію до Парижу, всіма заходами добиватись миру. На Ходорівській нараді НКГА запропонувала перейти до активної оборони на усьому фронті, якнайшвидше зміцнити УГА.
23 травня 1919 року місто було захоплене в результаті наступу польських окупаційних військ під командуванням генерала Ю. Галлера. Після Чортківської офензиви (наступу) УГА лінія фронту проходила близько на схід від міста.

## У Незалежній Україні
До 2020 року Ходорів був містом районного значення Жидачівського району Львівської області.
12 червня 2020 року, відповідно розпорядження Кабінету Міністрів України, утворена Ходорівська міська територіальна громада Жидачівського району Львівської області.
19 липня 2020 року, в результаті адміністративно-територіальної реформи та ліквідації Жидачівського району, місто увійшло до складу новоутвореного Стрийського району.

## Населення

### Національний склад
Розподіл населення за національністю за даними перепису 2001 року:
| Національність  | Відсоток |
| --------------- | -------- |
| українці        | 97,93 %  |
| росіяни         | 1,19 %   |
| поляки          | 0,62 %   |
| інші/не вказали | 0,26 %   |

### Мова
Розподіл населення за рідною мовою за даними перепису 2001 року:
| Мова            | Кількість | Відсоток |
| --------------- | --------- | -------- |
| українська      | 10410     | 98,76 %  |
| російська       | 99        | 0,93 %   |
| польська        | 22        | 0,21 %   |
| вірменська      | 5         | 0,05 %   |
| білоруська      | 4         | 0,04 %   |
| інші/не вказали | 1         | 0,01 %   |
| Всього:         | 10541     | 100 %    |

## Пам'ятки
Втрачені:
У Ходорові існував замок, який не зберігся, колись розташовувався на острові, до якого веде нині вулиця Замкова.
Старі листівки від 1903 та 1913 років називають «замком» оточений парком палац барона Козіми де Во (Kazim de Vaux), збудований після 1860 року. Під час Першої світової війни палац був спалений у 1915 році, відбудований у 1932—1933 роках князем Евгеніушем Любомирським. Споруда збереглася, використовується як один з корпусів лікарні (на вул. Богдана Хмельницького), внесена до переліку пам'яток архітектури місцевого значення, де чомусь датується початком XX століття.
У Ходорові існувала дерев'яна синагога, найгарніша з усіх дерев'яних божниць на Галичині. Одна з найвідоміших єврейських святинь в Україні, збудована у 1642—1652 роках, зруйнована під час Другої світової війни.
Збережені:
- Костел усіх святих[10].
- Парк XIX століття.

## Релігія
- церква Святих Безсрібників Косми і Дам'яна (1932, мурована, архітектор Яків Рудницький, УГКЦ).
- церква Святих Володимира та Ольги (добудована та освячена 2018 року, архітектор Олександр Матвіїв, УГКЦ).  2019 року церква отримала головний приз міжнародного будівельного конкурсу   "European    Award-2018"[11]

## Політика

### Парламентські вибори (2019)
На позачергових парламентських виборах 2019 року у місті функціонували 6 окремих виборчих дільниць № 460342–460346, 460418.
Результати:
- зареєстровано 7661 виборець, явка 42,14 %, найбільше голосів віддано за «Слугу народу» — 22,3 %, за «Голос» — 21,72 %, за «Європейську Солідарність» — 18,87 %.[12] В одномандатному окрузі найбільше голосів отримав Андрій Кіт (самовисування) — 54,64%, за Андрія Гергерта (Всеукраїнське об'єднання «Свобода») — 16,22%, за Володимира Наконечного (Слуга народу) — 9,79%[13].

## Устрій Ходорівської міської ради
До складу Ходорівської міської ради входять 30 депутатів, які обираються на місцевих виборах терміном на 5 років. На місцевих виборах 2010 року до Ходорівської міської ради пройшли представники десятьох політичних сил: Всеукраїнське об'єднання «Свобода» (10 депутатів), Народний союз «Наша Україна» (5 депутатів), «Фронт Змін» (5 депутатів), Батьківщина (партія) (2 депутати), «Громадянська позиція» (3 депутати), Конгрес Українських Націоналістів (1 депутат), Українська народна партія (1 депутат), «Сильна Україна» (1 депутат), «За Україну!» (1 депутат), та Партія «Реформи і порядок» (1 депутат).
Міським головою Ходорова обраний — Коцовський Олег Теодорович.

## Промисловість
У Ходорові розташовувався Ходорівський цукровий завод (місцева назва — «Цукровня»), був заснований у 1913 році, виробництво станом на 1970 рік становило:
- цукру піску 38 600 т;
- цукру рафінаду 98 400 т;
- спирту ректифікату 196 500 т. Завод припинив своє існування на початку 2000-х років[джерело?].
- Завод поліграфічних машин (нині — не існує);
- Меблева фабрика (нині — не існує);
- М'ясокомбінат.

На вулиці Шевченка, 165 розташоване державне об'єднання «Комбінат „Троянда“», яке є одним з двох в області, що належить до сфери управління державного резерву України. Особливу вагу для держави на комбінаті відіграють складські приміщення. Для того, щоб стабілізувати ціни на цукор, у 2009 році на цей комбінат було відвантажено понад 700 тонн цукру з державного резерву.

## Природно-заповідний фонд
- До південно-західної околиці міста прилягає загальнозоологічний заказник «Діброва».

## Транспорт
Залізниця:

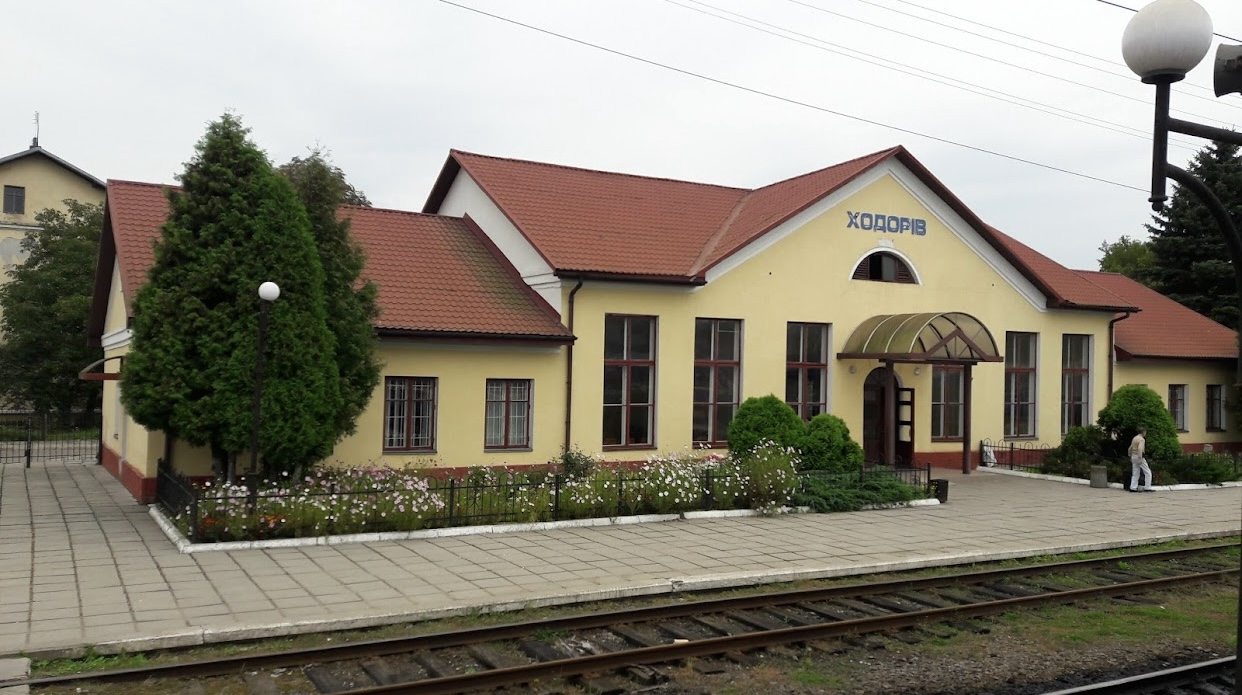
Вокзал станції Ходорів

На станції Ходорів зупиняються пасажирські поїзди далекого сполучення до станцій: Ворохта, Дніпро-Головний, Івано-Франківськ, Київ-Пасажирський, Одеса-Головна, Рахів, Суми, Харків-Пасажирський, Чернігів, Чернівці та Ясіня.
До 2021 року, у літній період, через станцію курсували пасажирські поїзди до Новоолексіївки, а до лютого 2022 року — до станцій Миколаїв та 
Херсон, які наразі тимчасово скасовані.

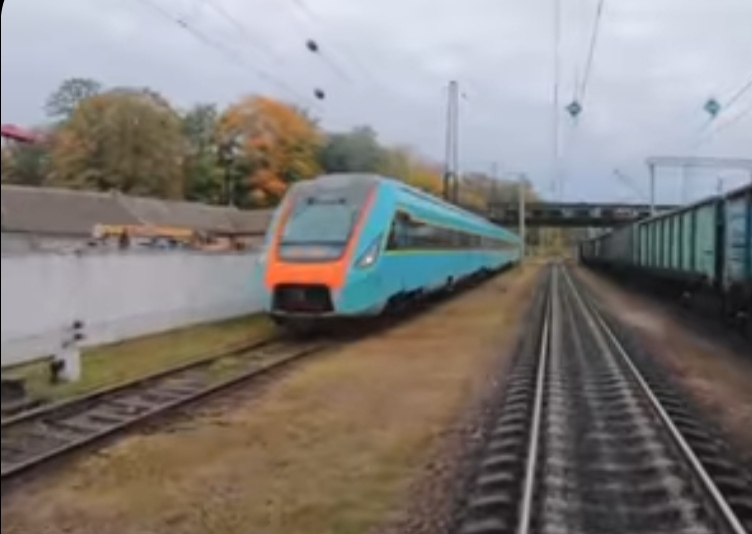
ДПКр-2 «Обрій» на станції

Приміськими дизель-поїздами здійснюється перевезення пасажирів до трьох обласних центрів — Львова, Івано-Франківська та Тернополя.
Від/до станції курсують приміські електропоїзди сполученням Ходорів — Стрий.
Автомобільний транспорт:
Через місто пролягає автошлях міжнародного значення М30E50 (Стрий — Ізварине). Завершення будівництва відбулося у серпні 2021 року.

## Культура
В місті є Будинок Культури, розташований в колишньому Домі товариства «Сокіл», або як тоді казали Сокольні, збудований у 1912 році чеським архітектором Карелом Боублік. Також діє Народний дім «Просвіта» імені Зеновія Кецала, дитяча школа мистецтв та дві бібліотеки: дитяча та доросла.
В місті Ходорові та на Ходорівщині знімали художню кінокомедію за участю Михайла Хоми «DZIDZIO Перший раз». Фільм здобув перемогу у двох номінаціях кінопремії «Золота дзиґа».
Ходорів'янин Остап Вакулюк знімався в одній з головних ролей фільму-трилера «Ефір» («Етер»)  всесвітньо відомого кінорежисера Кшиштофа Зануссі. Зйомки фільму частково проходили і на Львівщині. Згодом вже метр світового кінематографу пан Кшиштоф Зануссі у вересні 2021 року приїжджав до Ходорова на презентацію фільму, а також для зйомок у іншому, вже документального фільму «Культурний код Кшиштофа Зануссі». Велика частина документального фільму теж була знята у Ходорові. Кшиштоф Зануссі відвідав Будинок культури, церкву святих Володимира та Ольги та інші локації міста.

## Спорт
- «Сокіл» — аматорський футбольний клуб у дорадянському місті[24].

## Відомі особи

### Уродженці міста
- Освальд Бальцер (1858—1933) — польський історик права, дійсний член Наукового товариства ім. Шевченка, поет і літератор, учений, організатор науки, ректор Львівського університету, архівіст і видавець.
- Васюта Олег Іванович — радянський і російський офіцер-випробувач, капітан 1-го рангу, Герой РФ.
- Микола Верещинський (1793—1882) — священник, народознавець, меценат, відіграв важливу роль у відродженні та становлення і народного спрямування українського суспільно-культурного руху в Галичині.
- Возниця Ольга Федорівна — відома майстриня вишивки.
- Гамкало Зенон Григорович — український учений-ґрунтознавець.
- Іван Грицьків (нар. 1982) — депутат Львівської Обласної Ради VI скликання. Автор та розробник першої всеукраїнської християнсько-психологічної медично-оздоровчої програми «Таємниця Щастя».
- Дубаневич Дмитро (1900—1933) — один з перших членів української військової організації, учасник нападу на повітову касу Долини 1925 року.
- Олесь Дудин (1939—2022) — поет, перекладач безсмертних поетів Шекспіра на українську мову, громадський діяч Ходорівщини 1980—1990 років, поліглот[25].
- Григорій (Закаляк) (1908—1984) — архієпископ Ужгородський і Мукачівський, зберіг для відродження Української Греко-католицької Церкви жезл Блаженнішого митрополита Андрея Шептицького.
- Калинець Ігор Миронович (1939—2025) — український поет, яскравий представник хвилі поетів-шістдесятників, лауреат премії імені Івана Франка у США, імені Василя Стуса, лауреат Державної  Шевченківської премії.
- Калинець Сильвестр Михайлович — український поет, прозаїк, драматург, перекладач і журналіст, відомий громадський діяч серед української діаспори в Бразилії, перший перекладач безсмертного Шевченківського «Заповіту» португальською мовою,
- Іван Кедрин-Рудницький — видатний український журналіст, публіцист, активний учасник визвольних змагань, громадський діяч серед української діаспори.
- Ярослав Климкович (1925—1948) — вояк дивізії «Галичина», музикант, композитор, поет.
- Кобальчинська Романа Романівна (1946—2013) — відомий етнограф, провідний спеціаліст Музею архітектури і побуту України в Києві, автор наукових досліджень, книг, публікації у пресі, виступів по радіо і телебаченні.
- Коцовський Віталій Володимирович (1998—2023) — український військовик, майор Збройних сил України, учасник російсько-української війни.
- Теодор Кудлик (1909—1990) — активний громадський діяч на Ходорівщині 1930—1940—х років, пізніше багато років — в українській громаді Великої Британії; довголітній голова Центрального патріархального комітету Української Помісної, Католицької Церкви у Великій Британії; голова Союзу українців Британії, член теренового проводу ОУН, письменник, поет, журналіст, публіцист.
- Митрополит Онуфрій (Легкий) (нар. 1970) — архієрей Української православної церкви (Московського патріархату), митрополит Харківський і Богодухівський.
- Лопушанський Володимир Миколайович (1903—1987) — український письменник, творчість якого була вимушено забута, звинувачений в антирадянщині та співпраці з фашистами, засуджений радянською владою 1953 року.
- Блаженна Тарсикія Ольга Мацьків (1919—1944) — прожила мученицьке життя і стала Святою, проголошена Папою Іваном Павлом II Блаженною мученицею. Мощі сестри Тарсикії знаходяться в храмі святих Косми і Дам'яна у Ходорові.
- Богдан Мостиський — військовий діяч, командир сотні УПА «Месники».
- Нехаєвська Галина Володимирівна (1947—1995) — українська акторка.
- Пашко Володимир Ростиславович — український військовик, учасник російсько-української війни з 2022 року, у складі 38-го ракетно-зенітного полку.
- Пресняков Володимир Петрович (нар. 1946) — російський композитор, саксофоніст, аранжувальник, заслужений артист Росії.
- Володимир Сохан (нар. 1923) — багатолітній Головний секретар Українського Народного Союзу в США, один з засновників Світового конгресу вільних українців, заступник голови Української Американської координаційної ради, член дирекції Координаційного комітету допомоги Україні, журналіст.
- Тітик Ростислав Петрович (1994—2022) — український військовик, старший лейтенант Збройних сил України, учасник російсько-української війни, що загинув під час російського вторгнення в Україну у 2022 році.
- Войцех Урбанський (1820—1887) — польський педагог, вчений-фізик, професор та багатолітній керівник бібліотеки Львівського університету.[26].
- Шудрава Марія Михайлівна — лицар Бронзового хреста заслуги УПА.
- Янкевич Назар Мар'янович (5 жовтня 2004 — 12 лютого 2024, Авдіївка; позивний «Ян») — український військовик, 3-ї ОШБр. Загинув під час оборони українського міста Авдіївка.
- Роман Яців (нар. 1956) — професор, проректор з наукової роботи ЛНАМ, член Спілки художників «Клуб українських мистців», заслужений працівник культури України, лауреат Львівської обласної премії в галузі культурології, музейництва та мистецтвознавства імені Святослава Гординського (2008).

### Пов'язані з містом
- Орест Булка (нар. 1922) — член ОУН, учасник процесу 59-ти у Львові 1941 року, в'язень сталінських таборів на Колимі.
- Ірина Вільде (1907—1982) — відома українська письменниця, лауреат Державної премії УРСР ім. Т. Шевченка, громадський діяч. З грудня 1943 до травня 1945 року проживала із синами у Ходорові.
- Іван Вінницький (1865—1937) — священник, багатолітній Ходорівський декан, видатний релігійний та громадський діяч на теренах Ходорівщини.
- Гамкало Іван Дмитрович — Народний артист України, диригент Національного академічного театру опери та балету імені Тараса Шевченка, професор.
- Галина Охоцька (1959-2025) - поетеса, авторка поетичних збірок, лікар-терапевт Ходорівської поліклініки, кардіолог Глухівської центральної районної лікарні.[27]
- Ярослава Гапій (1903—1994) — близька родичка видатної української співачки Соломії Крушельницької, самодіяльна поетеса. Працювала в Палаці піонерів, навчаючи малят вишивки.
- Горинь Богдан Миколайович (нар. 1936) — яскравий представник українських патріотів-шістдесятників, політв'язень, політичний і громадський діяч, народний депутат України, заступник голови товариства «Україна — Польща», літературний критик, мистецтвознавець, лавреат Шевченківської премії.
- Горинь Михайло Миколайович (1930—2013) — представник когорти шістдесятників, політв'язень, відомий громадський діяч, депутат Верховної Ради України першого скликання, почесний голова Української Республіканської партії, публіцист.
- Яків Долгий (1883 — ?) — священник, довголітній парох Ходорова, член управи читальні «Просвіта», голова «Українбанку».
- Зарицька Катерина Миронівна — діячка ОУН, зв'язкова Романа Шухевича, 21 вересня 1947 року була заарештована органами НКВС у Ходорові[28]
- Кабарівська Северина Іванівна (1880—1929) — відомий у Галичині педагог, громадський діяч, поетеса, драматург, автор чисельних статей у газетах і журналах, одна з засновників «Просвіти» в Ходорові.
- Зеновій Кецало — народний художник України, голова секції графіки, член правління Спілки художників Львівщини, член «Меморіалу».
- Микола Левицький (1914—1945) — активний діяч ОУН на теренах Ходорівщини, політв'язень польських тюрем, обласний референт пропаганди в структурі ОУН — УПА, письменник.
- Дмитро Макогон (1881—1961) — прозаїк, поет, публіцист, громадський діяч, педагог, викладач у «Рідній школі» на початку 1939 року.
- Григорій Микитей (1888—1945) — відомий громадський діяч, педагог, журналіст, дипломат. Виступав у Народному домі з лекціями, рефератами брав участь у вічах.
- Набитович Ігор (нар. 1964р.) - український та польський літературознавець, перекладач, доктор філологічних наук, професор двох університетів у двох державах (у Дрогобичі та Любліні), номінант Шевченківської премії.
- Петро Олійник (1909—1946) — один з організаторів ОУН. На теренах Ходорівщини, видатний командир УПА, знаний під псевдонімом Еней.
- Зенон Пеленський (1902—1979) — один із засновників ОУН, видатний журналіст, активний громадсько-політичний діяч української діаспори.
- Прокопів Богдан (1911—1948) — один з найактивніших членів ОУН. На теренах Ходорівщини у 1930—1940 роках, референт Служби безпеки Крайового Проводу ОУН.
- Степан Прокоп'як (1907—1975) — організатор багатьох хорів Ходорівщини 1930-х років, керівник «Ходорівського Бояну», викладач Львівської консерваторії.
- Сапіга Володимир Петрович (1965—2019) — український військовик, солдат Збройних сил України, учасник російсько-української війни[29].
- Дмитро Слюсар (1919—1945) — активний член ОУН на Ходорівщині, у 1943—1944 роках — обласний провідник ОУН у Львові, з липня 1944 року — крайовий провідник ОУН Львівського краю.
- Корнило Троян (1885—1959) — адвокат, громадський і політичний діяч на теренах Ходорівщини у 1930-х роках, член президії Українського національно-демократичного об'єднання, сенатор і посол до польського сейму.
- Олександр-Стефан Ходоровський  — власник (дідич) міста
- Федоришин Роман Ігорович (1991—2019) — доброволець ДУК, учасник російсько-української війни[30].
- Хома Михайло Степанович (нар. 1983) — український співак, автор пісень, актор, кінорежисер, фронтмен та засновник гурту «DZIDZIO». Заслужений артист України. Народився у Ходорівській лікарні та зняв фільм про своє життя на Ходорівщині.
- Степан Цибран (1910—1995) — греко-католицький священник, в'язень сталінських таборів, служив у Ходорівській церкві.
- Марія Юркевич (1895—1942) — активний член товариства «Просвіта», донька відомого російського епідеміолога Грекова.
- Іван Яцків (1910—1968) — священник, дійсний член Українського богословського наукового товариства, автор багатьох статей, редактор релігійних видань, меценат. 1939 року був катехитом у Ходорові.

## Герої України
- Сперелуп Іван Вікторович (1996—2018) — Герой України, загинув 6 травня 2018 року в зоні проведення ООС, захищаючи незалежність  України.
- Точин Роман Петрович (1970—2014) — Герой Небесної сотні. Загинув 20 лютого 2014 року захищаючи незалежність України. Народився у Ходорові.
- Федоришин Роман Ігорович (1991—2019) — народився та мешкав у Ходорові, Герой України, активний учасник Революції гідності, з 2014 року перебував на фронті. 2 квітня 2019 року загинув поблизу Авдіївки.
- Павлишин Юрій Іванович (1973—2022). Проживав у Ходорові, Герой України, учасник АТО у 2014—2015 роках. 16 квітня 2022 року загинув у місті Попасна, захищаючи незалежність України.

## Галерея

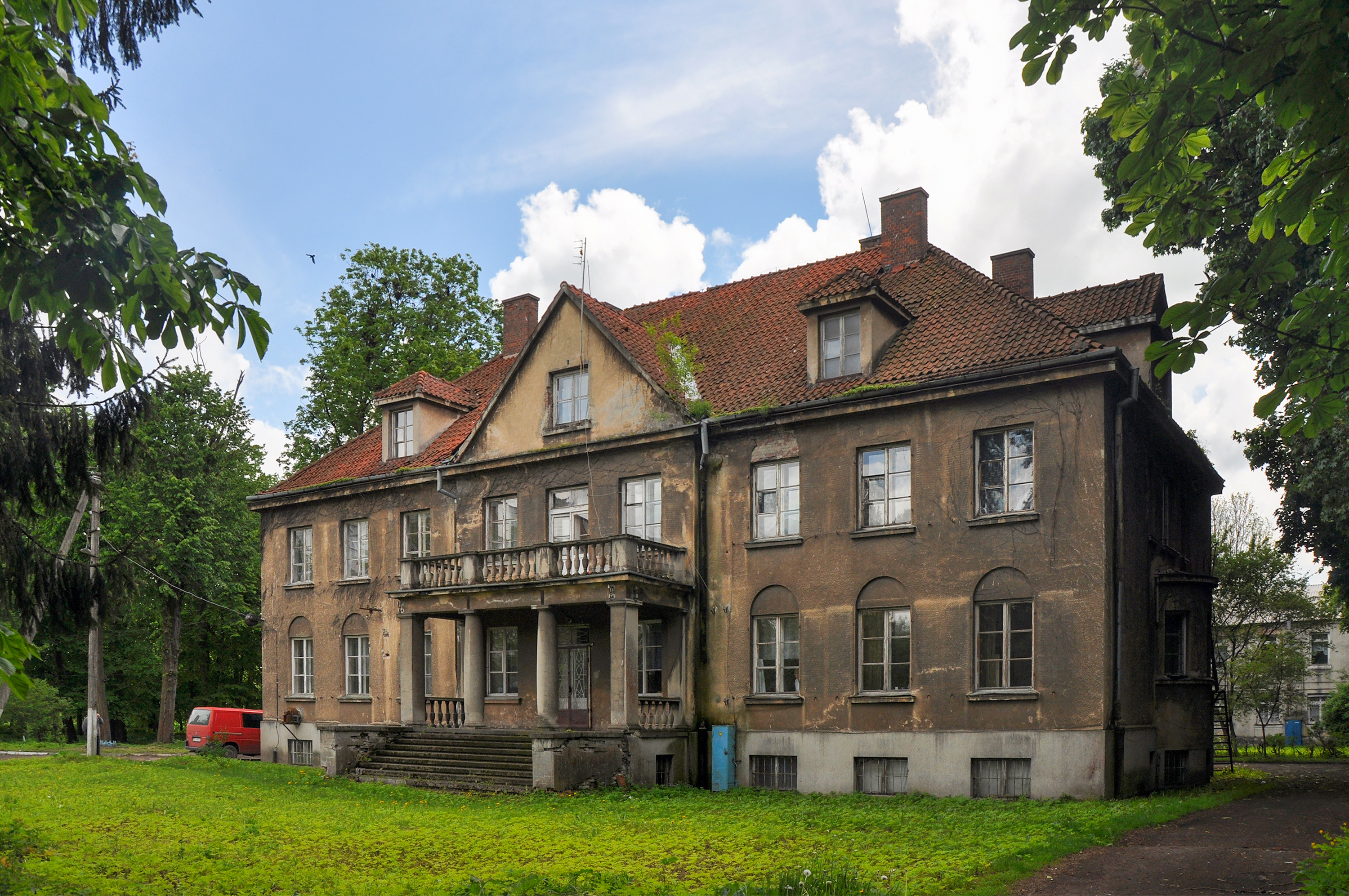
Палац
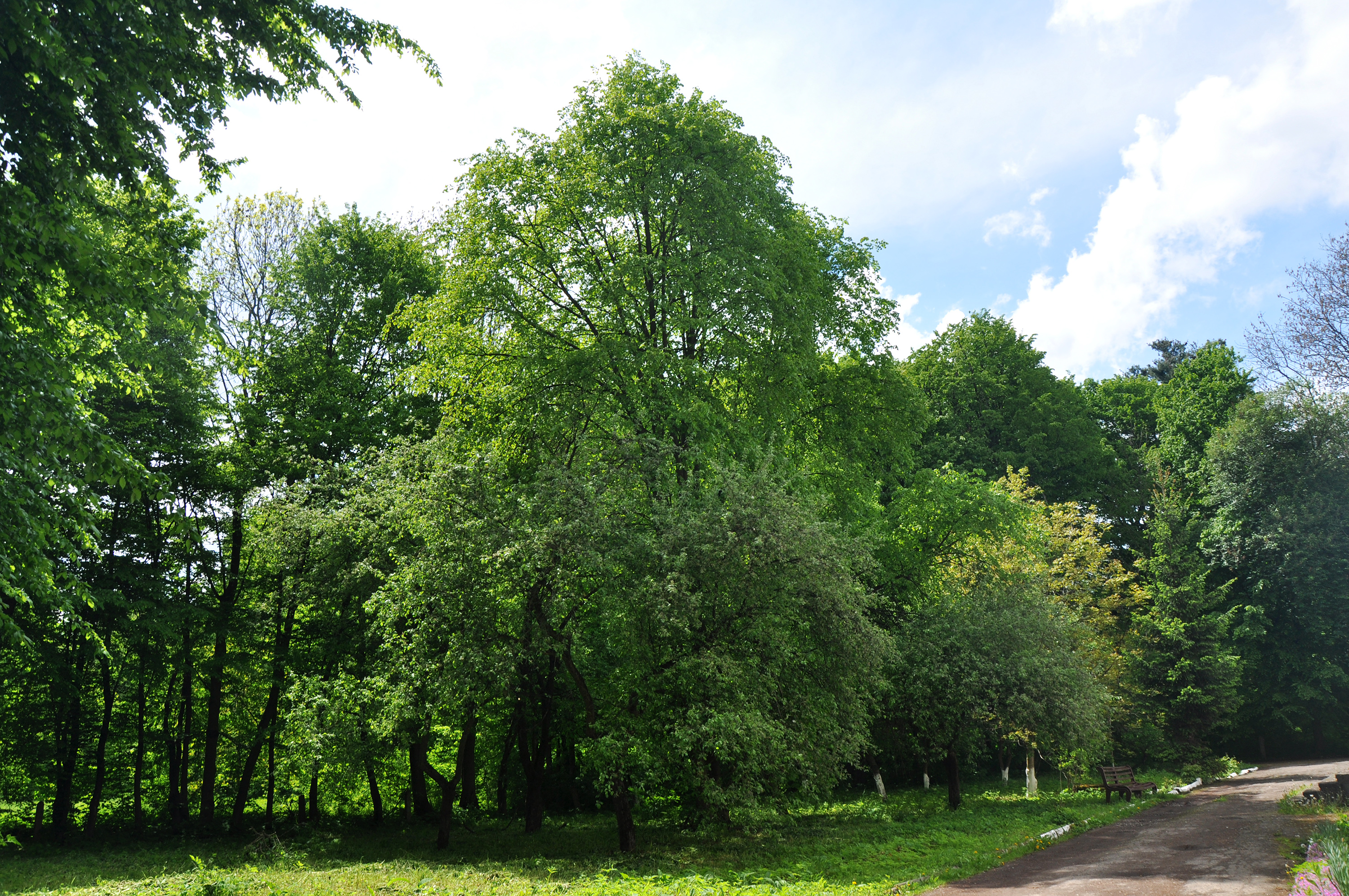
Міський парк
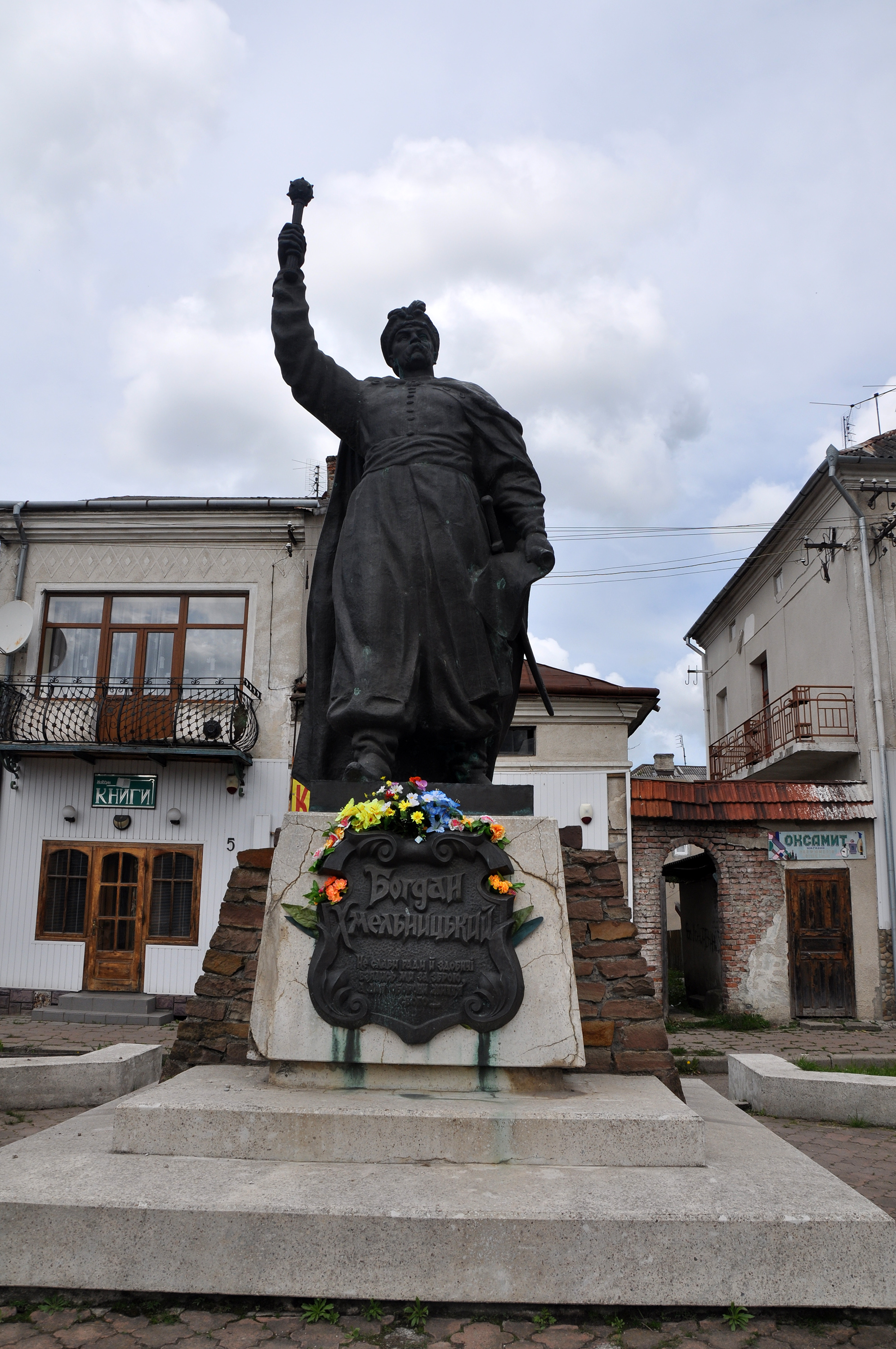
Пам'ятник Богдану Хмельницькому